# Panolax sanctaefidei
Panolax sanctaefidei — викопний вид зайцеподібних ссавців родини зайцевих (Leporidae), що існував у міоцені у Північній Америці. Відомий з двох викопних решток, що знайдені у штатах Каліфорнія та Нью-Мексико. Описаний по фрагментах черепа та рештках зубів.